# The Wheel of Time (álbum)
The Wheel of Time es el séptimo álbum de estudio de la cantante alemana Sandra, publicado en 2002.

## Versiones de canciones
Antes de editarse este álbum, Sandra solo había versionado tres temas ajenos en inglés: «Everlasting Love» en 1987, «Hiroshima» en 1990, y «Nights in White Satin» en 1995. En The Wheel of Time, la cantante se presentó esta vez con cuatro versiones entre las once canciones del disco. 
«Motivation» era una canción original del dúo pop alemán Inker & Hamilton, una pareja afincada en Múnich formada por el cantante y guitarrista británico Dave Inker, y por la vocalista neozelandesa Hilary Hamilton. El tema había aparecido en su álbum de 1988 Dancing into Danger, producido precisamente por Michael Cretu.
«Silent Running» procedía del primer álbum de Mike and the Mechanics, editado en 1985. Publicado igualmente como primer sencillo del grupo, la canción tuvo a Paul Carrack como su vocalista principal.
«Such a Shame» era una canción original del grupo británico Talk Talk. Estos la habían sacado como sencillo de su segundo álbum It's My Life, publicado en 1984. 
Y apurado en el último minuto, Michael Cretu logró convencer a Sandra para que versionara la canción «Freelove» de la banda británica Depeche Mode, a lo que ella accedió grabándola en una sola toma. «Freelove» había aparecido en el álbum de Depeche Mode Exciter, de 2001, así como en disco sencillo.

## Recibimiento de la crítica
Producido por Michael Cretu y Jens Gad, The Wheel of Time fue bien recibido por los fanes de Sandra y la crítica musical. Aunque algunos criticaron que The Wheel of Time contuviera no menos de cuatro versiones de canciones ajenas, el álbum llegó a debutar en la máxima posición alcanzada por éste en la lista musical alemana: el número 8.

## Sencillos
The Wheel of Time contuvo un total de tres canciones publicadas como sencillos. El primero de ellos, «Forever», se había publicado en octubre de 2001, seis meses antes de que apareciera el propio álbum de la cantante. Tuvo un éxito moderado al alcanzar el número 47 en la lista musical alemana. En su vídeo musical se mostró a una nueva Sandra más madura y natural llevando aún el pelo corto a como lo tenía en 1999 en el vídeo «Secret Land '99». 
La segunda canción en aparecer como sencillo fue «Such a Shame», publicado en marzo de 2002. Se convirtió en un relativo fracaso en Alemania, donde solo pudo subir hasta la posición número 76 de las listas musicales. 
«Forgive Me» fue extraído en junio de 2002 como tercer sencillo del álbum, aunque solo como promocional en Alemania. Esta edición promocional estaba destinada como posible sencillo oficial de Sandra, aunque sería finalmente cancelado. 
«I Close My Eyes» fue editado en noviembre de 2002 como cuarto sencillo del álbum (tercero si no se cuenta el cancelado «Forgive Me»), pero fracasó en la lista musical, donde solo llegó a la posición número 93. La grabación vocal de esta canción fue hecha supuestamente en una única toma. 
En 2003 se publicó el DVD The Complete History, un recopilatorio de sus vídeos musicales en la cual salía la cantante presentando algunos de ellos.

## Lista de canciones
| The Wheel of Time |                     |                                                                |          |  |
| N.º               | Título              | Música/Letra                                                   | Duración |  |
| 1.                | «Forgive Me»        | Michael Cretu                                                  | 4:25     |  |
| 2.                | «Footprints»        | Wolfgang Filz, Dawn Schoenherz                                 | 3:44     |  |
| 3.                | «Motivation»        | Dave Inker                                                     | 4:03     |  |
| 4.                | «I Close My Eyes»   | Andy Jonas/Andy Jonas, Michael Cretu                           | 4:07     |  |
| 5.                | «Perfect Touch»     | Marc Cassandra, Wolfgang Filz, Heidemarie Jedner/Wolfgang Filz | 3:45     |  |
| 6.                | «Silent Running»    | B.A. Robertson, Mike Rutherford                                | 4:18     |  |
| 7.                | «Such a Shame»      | Mark David Hollis                                              | 4:21     |  |
| 8.                | «Now!»              | Michael Cretu, Jens Gad/Michael Cretu                          | 4:02     |  |
| 9.                | «Free Love»         | Martin Gore                                                    | 4:16     |  |
| 10.               | «Forever»           | Peter Ries, Wolfgang Filz                                      | 3:46     |  |
| 11.               | «The Wheel of Time» | Michael Cretu, Jens Gad                                        | 4:08     |  |
| 44:55             |                     |                                                                |          |  |

Entre los coautores de «Perfect Touch», el nombre de Marc Cassandra perteneció como seudónimo al compositor alemán Peter Ries.

## Personal
Detalles de producción
- Acompañamiento vocal: Jens Gad (en «Silent Running» y «Now!») y Michael Cretu (en «Such a Shame»)[2]
- Producido por Michael Cretu y Jens Gad
- Grabado y masterizado en los A.R.T. Studios, Ibiza (España)

Detalles del álbum
- Diseño artístico: Johann Zambryski
- Fotografía: Jim Rakete

## Posiciones
| País (2002) | Máxima posición |
| ----------- | --------------- |
| Alemania    | 8               |
| Austria     | 63              |
| Suiza       | 68              |